# سرزمین مادری (مجموعه تلویزیونی)
سرزمین مادری با نام اولیه سرزمین کهن یک مجموعه تلویزیونی ایرانی به کارگردانی کمال تبریزی است که از ۲۰ مهر ۱۴۰۲ تا ۲۲ مرداد ۱۴۰۳ از شبکه سه سیما پخش شده است. این مجموعه تلویزیونی به رخدادهای تاریخی، سیاسی و اجتماعی ایران از زمان جنگ جهانی دوم تا وقوع انقلاب ۱۳۵۷ در بستر زندگی فردی به نام رهی اردکانی می‌پردازد.
سرزمین مادری در طی سال‌های ۱۳۸۷ تا ۱۳۹۶ ساخته شده است. پخش این مجموعهٔ تلویزیونی ابتدا در ۳ بهمن ۱۳۹۲ آغاز شد و تا ۲۴ بهمن همان سال نیز ادامه داشت اما پس از مدتی به دلیل حواشی پیش‌آمده متوقف و پس از گذشت نزدیک به ده سال در ۲۰ مهر ۱۴۰۲ دوباره از سر گرفته شد.

## داستان
این مجموعه به بررسی تاریخ سیاسی-اجتماعی ایران از سال ۱۳۲۰ تا پیروزی انقلاب ۱۳۵۷ ایران در بستر زندگی فردی به نام رهی می‌پردازد و در قالب سه فصل برای پخش آماده شده است. در فصل اول سریال، کودکی رهی که شخصیت اصلی سریال است به تصویر کشیده می‌شود که نقش او را علی شادمان بازی می‌کند. رهی پس از بمباران دهکده محل سکونت‌شان توسط نیروهای متفقین، از زیر آوار بیرون کشیده می‌شود. پس از چند روز مراقبت توسط مادرش راهی تهران می‌شود. سال‌ها بعد او در یک خانواده توده‌ای بزرگ می‌شود، اما بر اثر ماجراهایی او به یک خانواده درباری سپرده می‌شود. در این خانواده است که او رفته رفته به هویت خود پی می‌برد. همین باعث می‌شود به یک خانواده دیگر که مذهبی هستند سپرده شود. اما این پایان ماجراهای او و اطرافیانش نیست.در فصل دوم دوران جوانی نقش شخصیت اصلی را شهاب حسینی بازی می‌کند. این فصل از سال ۱۳۳۸ تا۱۳۴۴ را شامل می‌شود که حوادث این دوران از قبیل انقلاب سفید، حادثه فیضیه قم و قیام ۱۵ خرداد ۱۳۴۲ را نشان می‌دهد. در فصل سوم دوران میانسالی رهی که به سال‌های انقلاب سال۱۳۵۷ می‌رسد که نقش آن را آرش مجیدی بازی می‌کند. این فصل از سال‌های ۱۳۵۴، ۳۰ فروردین تا ۲۹ بهمن ۱۳۵۷ را نشان می‌دهد.

## بازیگران
| بازیگر             | نقش                                          | توضیحات                                                               | فصل   |
| علی شادمان         | رهی اردکانی (بهادری)                         | (کودکی رهی) پسر حمیدرضا و زهره                                        | ۱     |
| شهاب حسینی         | رهی اردکانی (بهادری)                         | جوانی                                                                 | ۲     |
| آرش مجیدی          | رهی اردکانی (بهادری)                         | میانسالی                                                              | ۳     |
| امیرحسین آرمان     | حمیدرضا بهادری (ملا رضا)                     | پدر واقعی رهی، همسر زهره، پسر اقدس الملوک، برادر محمودرضا و عبدالرضا  | ۱     |
| مریم شیرازی        | زهره تفرشی                                   | مادر واقعی رهی، همسر حمیدرضا، دختر اوس حسین                           | ۱     |
| حسین محجوب         | حسین تفرشی (اوس حسین)                        | پدر زهره، همسر منیر، پدربزرگ رهی                                      | ۱٬۲٬۳ |
| فرشته صدرعرفایی    | ننه منیر                                     | مادر زهره، همسر اوس حسین، مادربزرگ رهی                                | ۱٬۲   |
| بیتا فرهی          | اقدس‌الملوک بهادری                            | مادربزرگ پدری رهی                                                     | ۱     |
| فرهاد قائمیان      | سرهنگ عبدالرضا بهادری                        | عموی رهی                                                              | ۱٬۲   |
| سعید راد           | سرهنگ عبدالرضا بهادری                        | پیری                                                                  | ۳     |
| هنگامه قاضیانی     | جمیله                                        | زن عبدالرضا بهادری                                                    | ۱     |
| پریوش نظریه        | جمیله                                        | پیری                                                                  | ۲٬۳   |
| پریا مردانیان      | شاپرک بهادری                                 | دختر عبدالرضا بهادری                                                  | ۱     |
| نیکی کریمی         | شاپرک بهادری                                 | جوانی                                                                 | ۲٬۳   |
| امیر آقایی         | جواد اردکانی                                 | پدرخوانده رهی همسر راضیه                                              | ۱     |
| الهام حمیدی        | راضیه                                        | مادرخوانده رهی، همسر جواد اردکانی (جوانی)                             | ۱     |
| گلچهره سجادیه      | راضیه                                        | پیری                                                                  | ۳     |
| محسن تنابنده       | مرتضی                                        | شوهر طاهره                                                            | ۱٬۲   |
| مهران رجبی         | مرتضی                                        | پیری                                                                  | ۳     |
| آشا محرابی         | طاهره تفرشی                                  | زن مرتضی، دختر اوس حسین                                               | ۱٬۲٬۳ |
| ترلان پروانه       | زیور تفرشی                                   | دختر اوس حسین                                                         | ۱     |
| لیلا زارع          | زیور تفرشی                                   | دختر اوس حسین                                                         | ۲٬۳   |
| مهسا هاشمی         | نجمه تفرشی                                   | دختر اوس حسین                                                         | ۱     |
| شیوا بلوچی         | نجمه تفرشی                                   | دختر اوس حسین                                                         | ۲     |
| صالح میرزاآقایی    | سروان افشین ایادی                            | شوهر شاپرک                                                            | ۲٬۳   |
| سالار سعیدی‌آشتیانی | بهمن بهادری                                  | پسر عبدالرضا بهادری                                                   | ۱     |
| شهرام قائدی        | بهمن بهادری                                  | جوانی                                                                 | ۲٬۳   |
| پوریا پوربهرامی    | امیر بهادری                                  | پسر عبدالرضا بهادری                                                   | ۱     |
| پژمان بازغی        | محمودرضا بهادری                              | عموی رهی، پدر نرگس، همسر سوسن                                         | ۱٬۲   |
| سید مهرداد ضیایی   | محمودرضا بهادری                              | پیری                                                                  | ۳     |
| میترا حجار         | سوسن دباغیان                                 | همسر اول محمودرضا بهادری، مادر نرگس، خواهر حاج مصطفی                  | ۱     |
| نیکی نصیریان       | نرگس بهادری                                  | دختر محمودرضا بهادری                                                  | ۱     |
| خاطره حاتمی        | نرگس بهادری                                  | جوانی                                                                 | ۲٬۳   |
| باران زمانی        | عهدیه ایادی                                  | خواهر افشین ایادی، همسر دوم محمودرضا بهادری                           | ۲     |
| پرویز پورحسینی     | دکتر حکیم السلطنه                            | همسایه رهی                                                            | ۱     |
| محمد زارعی         | یحیی                                         | همکلاسی رهی                                                           | ۱     |
| جعفر دهقان         | رضاشاه (قسمت اول) ناصر آقابالا (ناصر قصاب)   | قصاب خانواده بهادری                                                   | ۱٬۲   |
| ثریا قاسمی         | بی‌بی صفیه                                    | دایه جواد اردکانی                                                     | ۱     |
| علیرضا جلیلی       | جوانی در کتابخانه                            |                                                                       | ۳     |
| حسن پورشیرازی      | مصطفی دباغیان                                | برادر سوسن                                                            | ۱٬۲٬۳ |
| علی عبدی‌نژاد       | کریم                                         | پسر ناصر قصاب                                                         | ۱     |
| حسین سلیمانی       | موسی                                         | روزنامه فروش، دوست رهی                                                | ۱     |
| علیرضا خمسه        | موسیو                                        | نقاش، استاد رهی                                                       | ۱     |
| احمد حامد          | کامرانی                                      | هم حزبی جواد اردکانی                                                  | ۱     |
| محمدرضا مالکی      | موسوی                                        | همکار جواد اردکانی                                                    | ۱     |
| سهیل تاکی          | یوسف وثوق                                    | کارمند روزنامه، دوست رهی                                              | ۱     |
| مهدی صباغی         | مش باقر                                      | سرایدار خانه خانواده بهادری                                           | ۱     |
| ساقی زینتی         | کوکب                                         | سرایدار خانه خانواده بهادری                                           | ۱     |
| درشن آنندسینک      | سلمان                                        | کارگر هندوستانی خانه بهادری‌ها                                         | ۱٬۲   |
| ریچی شاهپوری       | لنا                                          | کارگر هندوستانی خانه بهادری‌ها                                         | ۱     |
| بیژن افشار         | طاهری                                        | کارمند روزنامه                                                        | ۱     |
| عیسی یوسفی‌پور      | قنبری (مسئول کلانتری)، روحانی                | مأمور کلانتری (فصل ۱)، روحانی (فصل ۲)                                 | ۱٬۲   |
| آفاق میرقاسمی      | اشرف پهلوی                                   | خواهر دوقلوی محمدرضا شاه                                              | ۱     |
| رضا بنفشه‌خواه      | اوستا صفدر                                   | دوست اوس حسین                                                         | ۱٬۲   |
| عزت‌الله رمضانی‌فر   | اوستا غلام                                   | دوست اوس حسین                                                         | ۱٬۲   |
| حسین محب‌اهری       | اوستا قادر                                   | دوست اوس حسین                                                         | ۱٬۲   |
| رضا مولایی         | علیرضا                                       | دوست یوسف                                                             | ۱٬۲   |
| مرتضی کاظمی        | پرتوی                                        | وکیل بهادری‌ها                                                         | ۱     |
| نادر فلاح          | هاشم                                         | صاحبخانه یوسف وثوق                                                    | ۱     |
| محمد محسنی         | نواب صفوی                                    | نواب صفوی                                                             | ۱     |
| معصومه عبداللهی    | بی‌بی معصومه                                  |                                                                       | ۱     |
| اکبر رحمتی         | عم اوغلی                                     | مغازه دار                                                             | ۱     |
| سیامک احصایی       |                                              | وکیل پرونده رهی                                                       | ۱     |
| محمدرضا فروتن      | سید حشمت عبایی                               | دوست رهی، روحانی، پسرعموی قاسم                                        | ۲     |
| کوروش سلیمانی      | سید حشمت عبایی                               | میانسالی                                                              | ۳     |
| جواد عزتی          | قاسم عبایی                                   | دوست رهی                                                              | ۲     |
| مهرداد ضیایی       | اکبر تفرشی                                   | پسر اوس حسین                                                          | ۲٬۳   |
| سهند جاهدی         | علی تفرشی (پسر کوچک اوس حسین تفرشی)          | پسر اوس حسین                                                          | ۲     |
| سهند جاهدی         | جمال                                         | پسر طاهره و مرتضی. برادر کمال                                         | ۳     |
| رامین سیاردشتی     | باقر                                         | شوهر زیور                                                             | ۲٬۳   |
| بهرام ابراهیمی     | محسن بزازان                                  | پدر وحیده، صاحب کار رهی                                               | ۲     |
| مریم مقبلی         |                                              | مادر وحیده                                                            | ۲     |
| شبنم قلی‌خانی       | وحیده بزازان                                 | زن رهی                                                                | ۲     |
| کامران دهقان       | احمدعلی بزازان                               | برادر وحیده                                                           | ۲     |
| بهادر ابراهیمی     | احمدرضا بزازان                               | برادر وحیده                                                           | ۲     |
| محمدمتین حیدری‌نیا  | احمدجواد بزازان                              | برادر وحیده                                                           | ۲     |
| سعید نیک‌پور        | سرهنگ ابراهیم ازنا                           | فرمانده لجستیک                                                        | ۲     |
| مهدی صباغی         | رجبعلی                                       | سرباز وظیفه پاسگاه مرزی                                               | ۲     |
| مهدی صباغی         | رجبعلی                                       | رئیس پاسگاه مرزی                                                      | ۳     |
| پدرام شریفی        | علی‌اصغر قم‌آبادی                              | روحانی                                                                | ۲     |
| مهدی فقیه          | آقا قم آبادی                                 | روحانی                                                                | ۲     |
| رسول نقوی          | جواد                                         | دوست رهی                                                              | ۲     |
| روح‌الله حقگوی‌لسان  | عباس                                         | دوست رهی                                                              | ۲     |
| بابک حمیدیان       | عباس                                         | دوست رهی                                                              | ۳     |
| بهرام کمیجانی      | کربلایی                                      | دوست رهی و حاج محسن، کاسب                                             | ۲     |
| سیدمحسن نبوی       |                                              | بازپرس ساواک                                                          | ۲     |
| امیر وطن‌زاد        |                                              | گروهبان ارتش                                                          | ۲     |
| سیامک ادیب         | یعقوب                                        | همبند رهی در زندان                                                    | ۲     |
| شبیر پرستار        | حمید عسگر                                    | زندانبان                                                              | ۲     |
| آتش تقی‌پور         | مامور ارتش و وکیل بازداشتی‌ها در دادگاه نظامی | وکیل مصطفی دباغیان                                                    | ۲     |
| حسین مهری          | کمال                                         | پسر طاهره                                                             | ۳     |
| دانیال نوروش       | مهدی                                         | پسر زیور                                                              | ۳     |
| سالار سعیدی‌آشتیانی | ضیا                                          | پسر شاپرک                                                             | ۳     |
| ستایش دهقان        | سارا                                         | دختر شاپرک                                                            | ۳     |
| ستایش مرادی        | زهرا                                         | دختر زیور                                                             | ۳     |
| مجید سعیدی         | جمشید هزار                                   | ساواکی                                                                | ۳     |
| حمیده مقدسی        |                                              | سردسته مسلحین توده‌ای                                                  | ۳     |
| عطیه غبیشاوی       |                                              | مادر عباس                                                             | ۳     |
| لیلا برخورداری     | فلور                                         | همسر دوم بهمن بهادری                                                  | ۳     |
| حسین سحرخیز        | سرلشکر پوریان                                | رئیس ضداطلاعات ارتش                                                   | ۳     |
| فرزین محدث         | فرامرز گیلانی                                | نویسنده ای که کتابش به فروش نمی‌رود و مدام در دفتر انتشارات گریه می‌کند | ۳     |
| سیاوش چراغی‌پور     | مامور ساواک                                  | ساواکی                                                                | ۳     |
| فرشید زارعی‌فرد     | ارتشبد گلشنی                                 |                                                                       | ۳     |
| حسین عابدینی       |                                              | سرجوخه پاسگاه مرزی                                                    | ۳     |
| یدالله شادمانی     | تهرانی                                       | کتاب فروش مقابل دکان رهی                                              | ۳     |
| فرهاد شریفی        |                                              |                                                                       | ۳     |
| محمود بیاتی        |                                              | زندانبان                                                              | ۲     |

## حواشی

### اعتراضات به سریال
در بخشی از دیالوگ این سریال چهره فرقه دموکرات آذربایجان (امیر آقایی) خطاب به خانواده بختیاری می‌گوید: "به چه چیز خودتان افتخار می‌کنید؟ به کدام اصل و نسب؟ به سر پا گرفتن سگ‌های انگلیسی و کاسه‌لیسی کنسول انگلیس؟ می‌خواهید فردا سر کلاس برای بچه‌ها قصه اینکه بختیاری‌ها چطور بختیاری (اشاره به واژه بختیاری) شدند را بگویم؟" همچنین تصویر سردار اسعد بختیاری نیز برای تأکید بختیاری بودن، نمایش داده شد. با توجه به کنایه‌هایی که از قبل در جامعه دربارهٔ حضور انگلیسی‌ها در مناطق بختیاری‌نشین و رابطه دوستانه خان‌ها با آنان بوده است بسیاری منظور این دیالوگ اینگونه را برداشت کردند.
از اعتراضاتی که در پی پخش سه قسمت نخست سریال سرزمین کهن انجام شد، می‌توان به موارد زیر اشاره کرد:
- اعتراضات بختیاری‌ها در شهرهای اهواز،[۷] الیگودرز، فریدن،[۸] اصفهان، ایذه، مسجدسلیمان، فارسان، لردگان،[۹] لالی و …
- اعتراض جمع کثیری از نمایندگان بختیاری مجلس شورای اسلامی[۱۰]
- اعتراض برخی از ائمه جمعه از جمله امینی امام جمعه مسجدسلیمان[۱۱] و حیدری امام جمعه اهواز[۱۲]
- اعتراض محسن رضایی دبیر مجمع تشخیص مصلحت نظام به رئیس صدا و سیما.[۱۳]
- اسماعیل جلیلی نماینده مسجدسلیمان در مجلس، در پی پخش «سرزمین کهن»، اقدام صدا و سیما در تحریف تاریخ بختیاری را غیرحرفه‌ای، اختلاف افکنانه و دشمن شاد کن دانست و خواستار توقف این سریال تا زمان اصلاح آن شد.
- محمدتقی توکلی نماینده الیگودرز نیز در صحن علنی مجلس، به تقبیح این سریال پرداخت.[۱۴]

محسن رضایی در گفتگوی زنده شبکه دو در واکنش به پخش سریال به تمجید از سردار اسعد بختیاری و شیر علی‌مردان بختیاری (علیمردان خان (معاصر)) پرداخت. گرچه اعتراضات مردمی در رسانه‌های داخلی، با سانسور گسترده، مواجه شد.
در پی انعکاس اعتراضات طوایف لر بختیاری به پخش سریال سرزمین کهن، سایت آژانس خبری بختیاری (ایبنانیوز) که نقش اساسی در اطلاع‌رسانی در جنبه‌های گوناگون خبری به مردم بختیاری داشت نیز فیلتر شد.

#### واکنش نمایندگان مجلس
۶۰ نفر از نمایندگان مجلس شورای اسلامی با توجه به تذکر قبلی به رئیس صدا و سیما، و بی‌توجهی در حذف دیالوگ‌های مشکل دار، دستور توبیخ و برخورد جدی ضرغامی به مسئول مربوطِ را در جلسه معاونین صادر کردند.
مهم‌ترین نمایندگان منتقد به سریال «سرزمین کهن» عبارتند از:
- محمدتقی توکلی نماینده الیگودرز[۲۰] (لرستان)[۲۱]
- سیدشکرخدا موسوی نماینده اهواز[۲۲] (خوزستان).
- اسماعیل جلیلی نماینده شهرستان‌های مسجدسلیمان، لالی، اندیکا و هفتکل[۲۳][۲۴][۲۵] (خوزستان).
- مجید جلیل سرقلعه نماینده شهرستان لردگان[۲۲][۲۶] (چهارمحال و بختیاری).
- سیدمحمد سادات ابراهیمی نماینده مردم شوشتر در مجلس شورای اسلامی[۲۷][۲۸][۲۹] (خوزستان).
- دکتر حمیدرضا عزیزی فارسانی نماینده شهرستان فارسان، اردل و کوهرنگ[۳۰] (چهارمحال و بختیاری).
- حاجی دلیگانی نماینده شاهین شهر[۳۱] (اصفهان).
- مجید منصوری نماینده لنجان[۳۲][۳۳] (اصفهان).

تذکرات کتبی آن‌ها به جهت اهانت به مردم بختیاری با سازنده سریال و نیز تذکرات به ریاست سازمان صدا و سیما، شورای نظارت بر صدا و سیما و نیز وزیر فرهنگ و ارشاد اسلامی در صحن علنی مجلس توسط ضرغام صادقی عضو هیئت رئیسه مجلس شورای اسلامی قرائت گردید.

#### عذرخواهی صدا و سیما
سرانجام با ادامه اعتراضات در شهرهای الیگودرز، دورود، ایذه، اهواز، لردگان، اصفهان در تاریخ ۲۶ بهمن ۹۲ عزت‌الله ضرغامی در نامه‌ای رسمی به معاون سیما تذکر و از لرهای بختیاری دلجویی نمود و از رنجش ایجاد شده به خدا پناه برد.
در متن تذکر ضرغامی آمده است: «توجه به این نگرانی امری ضروری است. باید اطلاع‌رسانی تصویری (تیزر) در مورد شخصیت قهرمان سریال که یک بختیاری اصیل است در دستور کار شبکه قرار گیرد.» این در حالیست که پیش از این ضرغامی و عوامل فیلم از جمله کمال تبریزی کارگردان مدعی شده بودند، استفاده از نام خانوادگی بختیاری را تنها یک اتفاق تصادفیست که ربطی به قوم بختیاری ندارد. اما هرگز توضیح نداد چرا هنگامی که چهره توده‌ای سریال به بختیاری‌ها توهین می‌کرد قاب عکس سردار اسعد بختیاری نشان داده می‌شد. محمودرضا تخشید مدیر گروه فیلم و سریال شبکه سه، محمد مسعود تهیه‌کننده سریال، کمال تبریزی کارگردان سریال و عباس سلیمی نمین مشاور تاریخی پروژه در نامه‌ای رسمی خطاب به دارابی معاون سیما از مردم بختیاری عذرخواهی کردند.
همچنین عبدالرضا رحمانی فضلی وزیر کشور ضمن تأیید اعتراضات مردمی در شهرهای مختلف ایران تأکید کرد سریال مورد بررسی و بازبینی قرار می‌گیرد و در صورت نیاز به توقفِ یک یا دو هفته‌ای، این کار باید انجام شود.
صدا و سیما پخش این سریال را متوقف و ادامه پخش آن را منوط به انجام تحقیقات و تحقق دستورهاِ پیشینِ عزت‌الله ضرغامی اعلام کرد.
محمدحسین صفارهرندی وزیر ارشادِ احمدی‌نژاد مدعی شد در این سریال توهین به قومیتهای ایرانی وجود ندارد.
در جلسه‌ای با حضور نمایندگان مجلس از جمله مجید جلیل سرقلعه، محمدتقی توکلی ،عباس پاپی‌زاده و اسماعیل جلیلی عزت‌الله ضرغامی ضمن عذر خواهی بر توقف پخش سریال تأکید کرد. 
امیر آقایی بازیگر در نامه‌ای ضمن عدم عذر خواهی، به بختیاری‌ها برای اینکه برایش شاخه گلی نفرستادند انتقاد کرد.
رمضانعلی موسوی قائم مقام صدا و سیما برخلاف ادعای سازندگان اهانت به قوم بختیاری را رسماً پذیرفت و ضمن عذرخواهی بر غافل ماندن این سازمان از تاریخ بختیاری تأکید کرد.
عزت اله ضرغامی بدون همراه و تشریفات سرزده به مسجد سلیمان رفته و در مسجد جامع این شهر از بختیاری‌ها عذر خواهی کرد.
استاندار چهارمحال و بختیاری خواستار محاکمه مشاوران این سریال شد.
ُسرانجام در نیمه اسفند ۱۳۹۲، محمودرضا تخشید مدیر گروه سریال شبکه سه برکنار شد.

#### طرح خواسته‌های مردم
در جلسه هم‌اندیشی قائم مقام رئیس سازمان صداوسیما، قائم مقام معاونت استان‌ها و مدیر شبکه سه با مدیران چهارمحال و بختیاری و برخی اندیشمندان قوم بختیاری، قائم مقام رئیس سازمان صدا وسیما سید رمضانعلی موسوی از مردم بختیاری عذر خواهی کرد و عذرخواهی آقای ضرغامی را نیز اعلام کرد. ایشان افزود که اعتراضات بختیاری‌ها در واقع اعتراض مخاطبان به عملکرد صداوسیما که از خودشان است، بود تا این ارگان دیگر چنین اشتباهاتی را مرتکب نشود.
همچنین در نشست مشترک مسئولان صدا و سیما با جمعی از فعالان فرهنگی بختیاری در استان خوزستان،
- ماشاءالله براتی دکتر نورالله مرادی نوروزی دکتر عزت‌الله عبداللهی نوروزی مهندس ایوب نوروزی عسکری، محقق تاریخ و فرهنگ بختیاری پیشنهاد داد به مناسبت‌هایی مانند سال روز پیروزی مشروطیت خواهان در برابر استبداد صغیر، صداو سیما با دعوت از کارشناسان تاریخ و فرهنگ بختیاری به بررسی جایگاه و نقش بختیاری‌ها و سایر مجاهدان مشروطه طلب بپردازد.[۶۹]

### اعتراض کمال تبریزی
کمال تبریزی، کارگردان سریال، در زمان پخش این مجموعه در صفحه مجازی خود به طرح برخی مشکلات سریال (از جمله سانسورها، موسیقی متن و صداگذاری و میکس) پرداخت و به عدم رفع این نواقص اعتراض کرد.

### در رسانه‌های اجتماعی
در بهمن ۱۴۰۲ بخش‌هایی از سریال که حمله نظامیان به حوزه علمیه در سال‌های پیش از انقلاب ۵۷ را نمایش می‌داد در شبکه‌های اجتماعی به‌صورت گسترده دست‌به‌دست شد و مورد واکنش‌های عمدتاً استقبال‌آمیز قرار گرفت.

## تولید
کار فیلم‌برداری فصل یکم این مجموعه تلویزیونی از آذر ۱۳۸۷ در شهرک سینمایی غزالی آغاز شد و در خرداد ۱۳۸۹ مراحل فصل نخست این اثر به پایان رسید. این فصل سال‌های ۱۳۲۰ تا ۱۳۳۲ را شامل می‌شود و حوادث این دوران از قبیل موقعیت ایران در جنگ جهانی دوم، ملی شدن صنعت نفت و سایر حوادث را تا کودتای ۲۸ مرداد ۱۳۳۲ نشان می‌دهد. علی شادمان در مدت زمان بازی در این فصل، با تزریق آمپول ضد رشد، قد خود را ثابت و چهره کودکی خود را بدون تغییر نگه داشت.
فیلم‌برداری فصل دوم از دی ۱۳۸۹ آغاز و در بهمن ۱۳۹۲ تمام شد. این فصل نیز از سال ۱۳۳۸ تا ۱۳۴۴ را شامل می‌شود که حوادث این دوران را از قبیل انقلاب سفید و حادثه فیضیه قم و قیام ۱۵ خرداد ۱۳۴۲ را نشان می‌دهد.
ساخت فصل سوم و آخر مجموعه نیز به خاطر پخش ۴ قسمت ابتدایی و حواشی ایجاد شده آن با تأخیر ۲ ساله مواجه شد، اما سرانجام پیش‌تولید سریال از مرداد ۱۳۹۴ آغاز و فیلم‌برداری فصل سوم در اسفند ۱۳۹۴ آغاز شد و در تیر ۱۳۹۶ پایان یافت. این فصل هم از ۳۰ فروردین ۱۳۵۴ تا ۳۱ شهریور ۱۳۵۹(مصادف با شروع جنگ ایران و عراق) را نشان می‌دهد.

## بازخوردها
«سریال آقای تبریزی سرزمین مادری را خیلی دوست دارم، علی شادمان را نگاه کنید در سن خود دارد بازی می‌کند و خیلی خوب است. با درگیری‌های خانوادگی ایرانی در تاریخ این مملکت بازی درخشانی می‌کند.»

بخشی از مصاحبه داریوش ارجمند با باشگاه خبرنگاران جوان (۱۵ آذر ۱۴۰۲).

«یکی از امتیازهای ویژه این سریال نگاه پژوهشگرانه آن به تاریخ معاصر است. شرایط سیاسی و اجتماعی آن دوران به خوبی در سرزمین مادری قابل مشاهده است. ما سریال‌هایی زیادی با موضوع تاریخ معاصر داشته‌ایم اما این سریال بسیار قوی به این مسائل توجه داشته است که ما تا قبل از این سریال به این شفافی شاهد گویش‌ها، فرهنگ‌ها، مناسبات اجتماعی و سیاسی و اقتصادی و همین‌طور برخوردهای افراد مختلف و جریان‌های فعالی که در داخل حکومت و در میان مردم وجود داشته‌اند ، نبوده‌ایم.»

مصاحبه جبار آذین با روزنامه وطن امروز (۲۰ آذر ۱۴۰۲).

«سریال خوش ساخت و خاطره ساز کمال تبریزی هرچند سال‌ها توقف شد و دیر به نمایش درآمد ولی دست بر قضا معیاری شد که نشان می‌دهد سطح سلیقه و توقع از سریال ایرانی، در متن کارگردانی و بازیگری در همین چند سال چقدر نازل شده است.»

سیدرضا میرکریمی (۲ بهمن ۱۴۰۲).

«سریال کاملاً ایرانی کمال تبریزی اثری دربارهٔ تاریخ معاصر و با محوریت شخصیتی به نام رهی اردکانی است. این مجموعه موسیقی متن دلنشینی دارد، تصویربرداری آن بسیار قابل توجه است و جوخه‌ای از بهترین بازیگران یکی دو دهه اخیر سینمای ایران، در آن به ایفای نقش می‌پردازند. اجرای اثر هم آبرومند و حاصل درک کمال تبریزی از مفهوم کارگردانی است.»

روزنامه کیهان (۲۹ تیر ۱۴۰۳).

## پخش
بنابر زمان‌بندی اعلام‌شده، قرار بود این مجموعه تلویزیونی از ۵ دی ۱۳۹۲ روی آنتن برود، اما پخش آن به دلیل بازنگری در پوشش بازیگران زن و کمرنگ بودن نقش جریانات اسلامی در پیروزی انقلاب ۱۳۵۷ ایران محقق نشد.
در نهایت با تأخیر نسبت به زمان اعلام شده قبلی پخش این مجموعه از ۳ بهمن ۱۳۹۲ با نام سرزمین کهن آغاز شد و تا ۲۴ بهمن همان سال نیز ادامه داشت، اما پس از پخش تنها ۴ قسمت، توهین و تحریف تاریخ لرهای بختیاری از آن برداشت شد، و موجی از اعتراضات در مناطق لرنشین، در استان‌های لرستان، خوزستان، چهارمحال و بختیاری، اصفهان و همچنین شخصیت‌های تأثیرگذار ایل بختیاری را در پی داشت.
پس از این اعتراضات پخش ادامه قسمت‌های سرزمین کهن متوقف شد تا در فیلمنامه و برخی از صحنه‌ها، دیالوگ‌ها اصلاحات انجام شود که بر این اساس برخی از صحنه‌ها بار دیگر فیلم‌برداری شدند.
پس از به پایان رسیدن کار تولید این اثر و اصلاحات انجام شده در آن تیزر مجموعه با نام جدید سرزمین مادری پخش شد و قرار بود از ۱۴ مهر ۱۳۹۶ روانه آنتن همین شود، اما این اتفاق رخ نداد، البته کمال تبریزی در اظهاراتی دلیل پخش نشدن را مشکلات فنی و آماده نبودن تیتراژ عنوان کرد و همچنین احتمال داد از ۲۱ مهر ۱۳۹۶ این مجموعه پخش شود که بازهم نشد و چند روز پس از موعد مقرری که برای پخش در نظرگرفته شده بود، توسط شورای علمی بازبینی متن نامه‌ای با ۱۰ بند منتشر و از سوی این شورا مؤکد شد که مجموعه سرزمین مادری هیچ وقت پخش نشود.
با گذشت ۶ سال از این اتفاقات و در اوایل سال ۱۴۰۲ مهدی نقویان رئیس مرکز سیمافیلم از مرتفع شدن مشکلات مجموعه سرزمین مادری خبر داد و اعلام کرد که این مجموعه به‌زودی پخش خواهد شد. سرانجام پخش این مجموعه از ۵ مهر به شکل آنلاین در سایت تلوبیون که متعلق به صدا و سیما است آغاز شد. سرزمین مادری از ۲۰ مهر ۱۴۰۲ دوباره به آنتن شبکه ۳ تلویزیون ایران برگشت.

## برای مطالعهٔ بیشتر
- صائمی، رضا (۶ مهر ۱۴۰۲). «از سرزمین کهن به سرزمین مادری». هم‌میهن.